# Державна рада геральдики Грузії

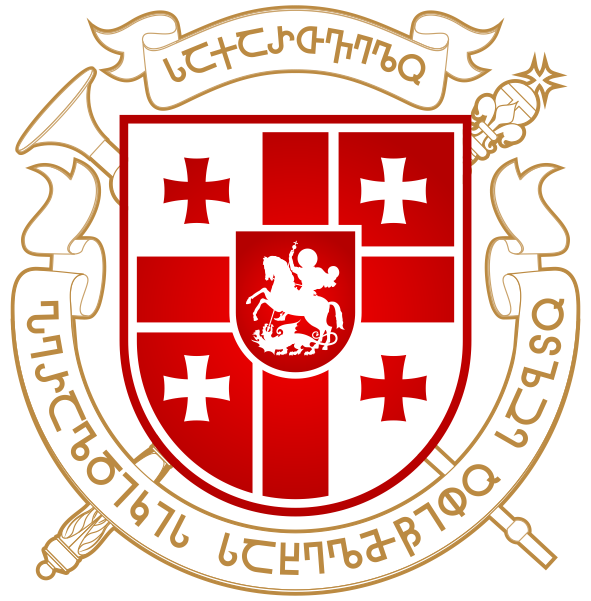
Емблема Державної ради геральдики при Парламенті Грузії

Прапор Державної ради геральдики при Парламенті Грузії

Державна рада геральдики при Парламенті Грузії (груз. საქართველოს პარლამენტთან არსებული ჰერალდიკის სახელმწიფო საბჭო Сакартвелос парламентан арсебулі хералдікіс сахелмціпо сабчо) — консультативний орган, що опікується питаннями політики в галузі геральдики. Утворений 29 лютого 2008 року в Парламенті Грузії в Тбілісі. Рада дає вказівки і рекомендації Уряду Грузії з усіх питань геральдики, на чолі ради стоїть Голова, який призначається і знімається з посади спікером Парламенту Грузії . Головою ради з 2008 року є Ельдар Шенгелая, заступник голови — Мамука Гонгадзе.

## Утворення ради
9 квітня 1991 була проголошена незалежність Грузії, внаслідок чого виникла необхідність у затвердженні прапора і герба нової країни. 16 грудня 1993 року прийнято резолюцію про утворення Робочої групи за пропозиціями про державні символи Грузії при Парламенті Грузії: група повинна була підготувати повний список варіантів державних символів країни. 7 лютого 1994 року аналогічна Робоча група з'явилася при Уряді Грузії, яка готувала свої пропозиції щодо Конституції Грузії. 19 серпня 1994 був затверджений план, запропонований Комісією з питань Прапора збройних сил Грузії і державних нагород, на чолі якої стояв тодішній прем'єр-міністр країни.
17 січня 1996 року Ельдар Шенгелая, заступник голови Робочої групи по державних символів Грузії, виступив з промовою, в якій запропонував утворити Чинну державну геральдичну раду при Президентові Грузії. 12 серпня президент Грузії підписав указ «Про утворення Державної комісії з питань символів Грузії», на чолі якої повинен був стояти власне президент Грузії. Комісія повинна була підготувати і оголосити конкурс на нові державні символи, забезпечити громадське обговорення конкурсних матеріалів, створити журі і т. д. Комісія повинна була також забезпечити єдину державну політику в геральдичної сфері, утворити Державний геральдичний рада і сформувати принципи використання і охорони державних символів. У той же день утворена неурядова організація «Грузинське геральдичне товариство». У 1997 році була утворена Група інфраструктури при Парламенті, яка спільно працювала з Комісією з питань символів.
2 березня 2004 року президент Грузії підписав указ про утворення Тимчасової комісії з питань державних символів і пропозицій, яка провела конкурс з вибору державного герба. 14 серпня для здійснення контролю за виконанням єдиної державної політики в галузі геральдики та визначення правового статусу державних символів, а також їх використання та захисту, утворена Геральдична комісія при Президентові Грузії відповідно до указу № 333. На підставі цього прийнято Резолюцію Парламенту Грузії від 29 лютого 2008 (№ 5778-IR), згідно якої утворено Державну рада геральдики при Парламенті Грузії. Рада здійснює єдину державну політику з питань геральдики в країні.

## Мета і завдання
- розробка пропозицій стосовно державних символів
- розробка пропозицій щодо використання державних символів
- участь у створенні державних символів Абхазії і Аджарії, органів самоврядування, визначенні правил використання і розробка відповідних рекомендацій
- розробка пропозицій щодо створення та застосування державних символів і знаків розрізнення
- геральдична експертна оцінка державних символів і знаків розрізнення, підготовка відповідних висновків щодо створення і використання
- визнання чорнових нормативних актів про включення нових державних символів і знаків розрізнення, підготовка відповідних висновків
- питання геральдичного матеріалу в сфері власної компетенції
- пропаганда державних символів і їх значимості в країні
- розвиток і підтримка офіційного сайту Державної ради геральдики
- вирішення інших питань, пов'язаних з регулюванням державних символів
- виконання інших завдань в рамках законодавства Грузії

## Виставки
- Виставка тимчасових державних символів Грузії в Оні [Архівовано 24 квітня 2019 у Wayback Machine.]
- Виставка тимчасових державних символів Грузії в Цагері і Амбролаурі [Архівовано 24 квітня 2019 у Wayback Machine.]
- Виставка в Самцхе-Джавахеті [Архівовано 24 квітня 2019 у Wayback Machine.]
- Виставка в Дманісі і Болнісі [Архівовано 24 квітня 2019 у Wayback Machine.]
- Виставка державних символів і конференція в Батумі [Архівовано 24 квітня 2019 у Wayback Machine.]
- Виставка державних символів в Дні діаспори в Грузії [Архівовано 24 квітня 2019 у Wayback Machine.]
- Виставка в Дуісі [Архівовано 24 квітня 2019 у Wayback Machine.]
- Виставка в Душеті [Архівовано 24 квітня 2019 у Wayback Machine.]
- День державного прапора Грузії [Архівовано 24 квітня 2019 у Wayback Machine.]
- Виставка в Кварелі [Архівовано 24 квітня 2019 у Wayback Machine.]